# دربش
 دربش  بفتح الدال والراء، والباء مكسورة، منطقة جبلية تتبع ناحية كوخرد  (بالفارسية: بخش كوخرد) من توابع مدينة بستك وتقع في محافظة هرمزگان في جنوب إيران. تقع في وادي دربش.

## طاحونة دربش
بها طاحون قديمة كانت تعمل بواسطة الماء، وكانت تستعمل في الماضي لطحن البر والشعير، آثارها باقية حتى يومنا هذا في تلك المنطقة الجبلية البعيدة. بها مزارع النخيل وبيوت قديمة مبنية الأحجار الجبلية والطين المسلح بالتبن، كذلك بها اربع برك لحفظ مياه الأمطار، وآثار لمسجد قديم، وعين ماء جارية تحيط بها غابة من أشجار الغاف والعيص (1).
- 1.  العيص : الجماعة من السدر تجتمع في مكان واحد.

## موقع القرية على خارطة غوغل ماب
- موقع قرية دربش على: Google Maps

## وصلات خارجية
- الادارية لمحافظة هرمزگان
- الادارية لمحافظة هرمزگان (بلده كوخرد)